# ドンキーコング (アニメ)
『ドンキーコング』（原題/フランス語：La Planète de Donkey Kong; 英語：Donkey Kong Country; ドイツ語：Donkey Kongs Abenteuer）は、テレビゲーム『スーパードンキーコング』（任天堂・レア）を原作とするテレビアニメ。

## 概要
オリジナルは1996年9月4日にカナダとフランスそれぞれのアニメ制作会社が共同制作した "Donkey Kong Country" で、全編が3DCGで作られている。登場人物は、ドンキーコング、ディディーコングなどを始めとするゲームと同じキャラクター、ゲームにも登場するもののアニメのために独自の設定を付与されたキャラクター（キャンディーコング、ファンキーコングなど）、アニメ独自のキャラクター（ブラスターコング、インカ・ディンガドゥなど）、同一キャラクターは明らかになっていないが、風貌が同じキャラクター（海賊（キャプテンスカーヴィー、クロコ、ダイル））の4種に分けられる。
カナダでは1997年8月15日から2000年7月7日までテレトゥーンで放送。全40話であるが、日本では第39話までの放送だった。
日本では1999年10月1日から2000年6月30日までテレビ東京系列局を中心に毎週金曜 18:30 - 19:00 （日本標準時）に放送。英語音声を副音声として流す二ヶ国語放送を実施していた。
各話ともに挿入歌をミュージカル風に入れているのが特徴で、後期には歌詞の表示も行っていた。本編は海外で放送されているものよりも日本語版の方が短く、毎回一部のシーンがカットされていたり、点滅表現の修正が行われている。一方で、英語版にはない日本独自のギャグやアドリブを盛り込んでいる。日本での放送終了後、テレビ東京の『おはスタ』で未公開エピソード（第40話）がクイズ番組形式で紹介された。
第27話「永遠の眠り」よりキャラクター、建造物等すべてのCGモデルが一新された。各キャラクターの表情やモーションがパターン化されていた第26話までのものと比較し、より自然な動きや幅広い表現が可能となった。これに伴い、第27話よりオープニング、エンディングもCG変更後のシーンを流用した映像に変更、また各話のタイトルコールが以前までの専用の静止画ではなくシームレスで表示されるようになった。
このアニメは日本で成功を収め、2000年6月21日から2000年12月21日まで、放送された日本語吹き替え版の全39話がレンタルVHS版（全13巻、各テープは放送の一貫した順序で3つのエピソードを保持）テープでリリースされた。小学館ビデオが配給、日本コロムビアが販売、2024年現在、日本ではDVD版やBD版はリリースされておらず、海外ではDVD版はリリースされている。

## あらすじ
絶海の孤島コンゴ・ボンゴ島。ドンキーコングはジャングルで偶然クリスタル・ココナッツを発見した。クリスタル・ココナッツは強大な力を持ち、悪用すれば世界征服も可能だという。これに目をつけたキングクルール一味は島の乗っ取りのためにクリスタル・ココナッツを奪おうとする。一方、クランキーコングは自分の家にクリスタル・ココナッツを隠し、ドンキーたちとともに島の平和を守るために戦うことになった。

## 登場キャラクター

### コングファミリー
ドンキーコング
声 - 山寺宏一/英 - リチャード・イヤーウッド
物語の主人公。楽天的な性格で自他認める間抜けでお人好しでお調子者だが、力は強い。キャンディーコングにベタ惚れ。
バナナが大好物で、食べるごとにパワーアップする。気合を入れた時は「バッナ〜ナパワー!!（Banana Slamma）」と雄叫びを上げる。
クリスタル・ココナッツがコンゴ・ボンゴ島の次の王と示している。実際、未来の王として性格やパワーは申し分ないが、クランキー曰く、オツムが弱く、持ち前のドジと不幸体質ゆえに周囲から誤解されたりクルールの策略で酷い仕打ちを受けることが多く、何度か島を追放されたことがあるが仲間達の身勝手な理由で呼び戻されるなど王様扱いされず、理不尽過ぎる扱いを受けている。
ブラスターやスカービィーの真似をして周囲を騙した一方、記憶喪失になりスカービィーやクルールに騙されてクリスタル・ココナッツを盗もうとしたことがある（記憶を失くしてもお人好しでバナナ好きは変わらない）。その際、仲間たちがクランキーから「昔のことを言えば、必ず記憶を取り戻す」という方法を試すも全く通用せず、結局逆ギレしたキャンディーが突き飛ばすという原始的な方法で元に戻した。
一人称はアニメ・漫画共に「ボク」、記憶を失った時では「オレ」「オレ様」など。
ディディーコング
声 - 林原めぐみ/英 - アンドリュー・サビストン
ドンキーコングの相棒。体は小さいがすばしっこく、機転が利く。
お調子者でお喋りだが、ドンキーにとって良き相棒で、何度かクルールの策略や些細なことで喧嘩して絶交したことがあったが、すぐに彼に謝罪をするなど親友らしい一面もある。
キャンディーとは仲が良いが、時折気まぐれで相棒に冷たくする彼女と衝突することもしばしばある。
イタズラが大好きで、クリスタル・ココナッツの力で透明になったときにはみんなを困らせた。
クルールの策略でドンキーを追い出そうとしたクランキーの企みで、一度だけココナッツが次の王を彼を示したことがあった（第5話）。
一人称はアニメ版では「オイラ」、漫画版は「ボク」。
クランキーコング
声 - 中尾隆聖/英 - アーロン・テイガー
島の長老的存在で、ドンキーの祖父。頑固で気難しい性格。
ドンキー達の起こす騒動に手を焼いており、そのたびに怒り、叫んでいる。だが、ドンキーが大切なことに気付いたりした際には優しくなるなど、心の底ではドンキー達を誰よりも暖かく見守っている。
自身を島一番の頭脳の持ち主だと言っているが、様々なイベントを起こしてはいつもクルールに利用され、彼の策略に乗ってドンキーのせいだと決め付けて追放し、都合が悪くなると無理やり戻って来いと言ったり、行く宛がないクランプがドジなのを理由に追い出し、敵に戻った際、自分達を騙すつもりだったと決めつけるなど身勝手で抜けている部分がある。
クリスタル・ココナッツを所持しているため、彼の家に通じる道は罠だらけになっている。しかし、他にも家にたどり着く道は存在しているらしくあまり役に立っておらず、本人も夜は爆睡しているため、防犯機能については非常に心許ない。
昔は宿敵のクルールとは親友で、イタズラをしては周囲の者に迷惑をかけることが多い。
一人称は「ワシ」、若い頃は「オレ」（クリスタル・ココナッツの投影によって現れた若い頃の姿にて）、叔母に対しては「ボク」（電話越しの会話にて）。
キャンディーコング
声 - かないみか/英 - ジョイ・タナー
ドンキーコングの彼女で思いを寄せる女性コング。ブラスターのタル工場で働いている。
気が強く、ドジなドンキーコングに少々呆れつつも、憎からず思ってはいる様子。だが一方、ドンキーが自分に惚れており、逆らえないことをいいことに、理不尽なワガママを押し付けて自分の欲求を満たそうとすることも多い。
原作ゲームとは容姿が異なる。
ブラスターコング
声 - 中村大樹/英 - ドナルド・バーダ
アニメオリジナルキャラクター。七三分けの刈り上げヘアースタイル。
母親が経営するタル製造会社の工場長。金持ちであることを常に自慢している。マザコン気質。
キザでナルシストだが義理堅いところがあり、普段ライバル視しているドンキーに恩返しをしようとしたこともある。一方、彼の所持品であるタルでできたヘリコプターは、たびたびドンキーらに貸したり奪われたりした挙句、破壊されている。
ドンキー同様キャンディーに好意を抱いており、彼女のワガママに手を焼くことも多いが、「レオラスター」に変身して催眠術をこなし、クールな性格でキャンディーを落とした事もある。
レオラスター
催眠術を得意とするクールな無敵のヒーロー。その正体は色々なヘアローションを付けたブラスターで、時間が経つと元に戻る。キングクルールに捕まった時にはドンキーの励ましもあり、自力で変身した。
ファンキーコング
声 - BANANA ICE/英 - デイモン・ドリヴェイラ
陽気な性格で、ドンキー達の良き友達。作中に彼が歌う回数は主役であるドンキーに匹敵するほど多く、それに伴って出番も多い。
サーファーズショップを経営しており、自身もサーフィン好きで、一年中海へ出ている。「脳みそは常に波乗りをしている」との事（第7話）。
「ファンキープレーン」という飛行機を所有しているが、操縦は荒っぽく、それと同時に飛行機自体にも欠陥が多く、ガス欠、空気漏れなど様々な事故が相次いでいる。デザインは全く一緒だが、たびたびバージョンアップや改良を施している。
クリスタル・ココナッツの事はろくに知らず、間違えて配達されてきた際には「石ころ」呼ばわりして送り返すなど、趣味以外には無頓着な部分があり、それ故にクルールの策略で台無しにされた際、ドンキーのせいにして絶交するなど親友らしからぬ部分がある。
ディクシーコング
声 - ベッキー/英 - スティーヴィー・ヴァランス
ディディーコングのガールフレンド。カニの「かにみちゃん」とザリガニの「ザリーちゃん」（いずれも作中には姿を見せない）をペットに飼っている。
キャンディーのようなワガママを言わず、むしろ優しい性格で、事あらば敵であるクランプにすらも本気の優しさで接する。
原作と違い、お転婆さは控えめで、ゲームなどでお馴染みのポニーテールを使った活躍は無い。
ベイビーコング
声 - 山寺宏一/英 - ジョイ・タナー
元々はクランキーが作った若返りの薬をドンキーが飲んで赤ちゃんになり、キャンディーに内緒にするためにディディーが付けた名前だったが、後にドンキーとは別に1話だけ登場した赤ちゃんの名前になっていた。キャンディーいわく「大人になってもベイビーなの?」。
漫画版にも登場。なお、同じ赤ちゃんコングのディンキーコングはアニメでは未登場（漫画版には登場）。

### クレムリン軍団
キングクルール
声 - 小杉十郎太/英 - ベン・キャンベル
クレムリン軍団（日本語吹き替え版では「ワニ王国」）を支配する王。一人称は「オレ様」だが、まれに「オレ」「ボク」「ボクちゃん」とも。時たまオネエ口調になることもある。
間抜けな所はあるが悪知恵は島一番で、島の支配者になるために「クリスタル・ココナッツ」を奪おうと様々な作戦を立てたりイベントを利用したりして、ドンキーコング達を騙してクリスタル・ココナッツを手に入れるものの、最終的にドンキー達に取り戻されることが多い。
毎回ドンキーにやられる部下達には手を焼かされるが、年に一度の「光の日」には休暇を与えて家族と一緒に過ごさせるといった部下思いの一面もある。
原作ゲームに比べ尻尾が無く、羽織っているマントもやや短い。
クランプ将軍
声 - 園部啓一/英 - エイドリアン・トラス
クレムリン軍団（ワニ王国）の将軍で、キングクルールの側近を務める参謀的存在。一人称は「私」または「自分」。「クルールエラい! クルールハンサム!」と歌いながら行進することが多い。ダンスは苦手。
クルールに絶対の忠誠を誓っているが、時折余計な一言を言ったり、横暴な態度をするクルールに対して不満が無いわけではない。また、本質は心優しく、クルールに解雇された時には、行くあてのない自分の面倒をみてくれたディクシーコングの優しさに涙した。
軍団の中で唯一家族や身寄りがなく、天涯孤独に生きてきたという過去を持つ。年に一回家族と共に楽しく過ごすために島全体で行われる「光の日」ではその事で落ち込むが、その日に打ち上げられる花火は大好きで毎年楽しみにしている。実はキャプテンスカービィーの弟で、光の日でスカービィーが生き別れた兄であることを知り、軍団を自ら辞め兄弟で海賊になろうとしたが、クルールに止められた。
クラッシャ
声 - 麻生智久/英 - レン・カールソン
キングクルールのボディガードで、軍団一の怪力。クランプ将軍と行動することが多く、クリッター達より地位は上。一人称は「オレ」、性格が変わった時は「オレ様」。
力だけならクルールより強いが、ドンキーコングには敵わない上に超が付くほどの天然で子供じみた性格（初期は性格や話し方が現在とは少し異なっていた）。悪事を働くのはクルールに怒られたくないだけで、実際は「人の物盗っちゃいけないんだよ」と悪者とは言いがたい発言が目立つ。また妙に素直なため、「クリスタル・ココナッツ」を盗んでもドンキーに「返して」と言われるとあっさり返してしまう。
一時的にクランプがクビになった際にクルールから将軍の座を任されたこともあるが、性格が仇となり悪事をほとんど何もできないため、「これならクランプのほうがマシ」とまで言われていた。一方、トロッコと衝突したショックで性格が変わり、クルールが恐れるほどの悪辣ぶりを発揮したことがある。
クリッター
声 -  川島得愛、平野俊隆、山口隆行、中村大樹、麻生智久/英 - ローレンス・ベイン
キングクルールに忠誠を誓うワニの兵隊（およびその総称）。クレムリン軍団（ワニ王国）の下っ端であり、同じ容姿の者が大勢いる。いつもドンキーコングに負けるやられ役。
クルールへの忠誠心はクランプ将軍やクラッシャに比べると低く、クルール達上層部が良い作戦を考えたと豪語しても信用していない。また、怒らせると非常に怖く、ボスであるクルールであろうが「ココナッツ・シェイク」を盗んだのであれば全員で殴り倒そうとした。
いずれも家族がおり、「光の日」にはクルールの命令で家族と過ごすため帰省をしている。
クラップトラップ
声 - 佐藤まさよし、長野敦志、山口勝平、中村大樹/英 - ロン・ルーベン
小柄のワニ兵隊。おもにラッパ銃の中に仕込まれ、標的を食い尽くす。ただし、髪の毛を食い尽くした時に「うげぇ〜、すっげぇ不味ぃじゃねぇか」と不平を漏らすなど、味の好き嫌いはある。歯の取り外しができる者がいたり、普通よりも大きいものやオス・メスの個体も存在する。
ロボキャンディ
声 - かないみか/英 - ジョー・ターナー
クレムリン軍団がドンキーを騙すため作ったキャンディと瓜二つなロボット。ワガママな本人とは正反対で清楚な雰囲気。
第1話では、ドンキーの髪を切ってパワーを落したり、二人の仲が曖昧なため、再び騙すことに成功するも、ドンキーのキスによって首が吹き飛んで故障。
その後の登場では体が修理されているが、脳内がどこか故障している様子で台詞が一方的になり、それ以降からドンキーからは偽者であることを見抜けられるようになった。エディーから逃げるためにドンキーの命令を聞き、追いかけてくるエディーの囮役を最後に登場しなくなった。

### 海賊
キャプテンスカービィー
声 - 宝亀克寿/英 - ロン・ルーベン
宝を求めてコンゴ・ボンゴ島に上陸した海賊。曾曾曾祖父の遺言で「クリスタル・ココナッツ」を手に入れようとしている。クロコとダイルという2人の手下がいる。
キングクルールからは「イカ野郎」と言われており折り合いが悪いが、クルールと共謀して宝とクリスタルココナッツを手に入れようとしたことがある（結局は失敗した）。
実はクランプ将軍の生き別れの兄ということが判明する。
容姿は『スーパードンキーコング2』のキャノンに似ている。キャラクターCGの造形にはクランプと同じキャラクターモデルが使用されており、上述の兄弟という設定を反映させている。
ポリーロジャー
声 - くまいもとこ/英 - リック・ジョーンズ
キャプテンスカービィーに飼われているおしゃべりで生意気なオウム。クッキーが大好き。初登場時はオウムらしい口調だったが、後に普通の口調に変わった。
初期はスカービィーの一味として登場したが、それ以降はキングクルール率いるクレムリン軍団（ワニ王国）の協力者として行動するようになる。軍団の中ではまともな判断ができるが、クッキーさえ渡せば誰の味方にでもなり、都合が悪いと平気で裏切るので、信用はされていない。
クロコ
声 - 鈴木琢磨/英 - リチャード・ニューマン
キャプテンスカービィーの1番弟子。凶暴だが知能は低い。体色は深緑色。
容姿は『スーパードンキーコング2』のクロンプに似ている。キャラクターCGの造形にはクリッターと同じキャラクターモデルが使用されている。
ダイル
声 - 鈴木琢磨/英 - ジョン・ストッカ
キャプテンスカービィーの2番弟子。クロコよりは賢く、海賊のルールー等を熟知している。体色は黄緑色。
容姿は『スーパードンキーコング2』のキャプテンクルールに似ている。キャラクターCGの造形にはキングクルールと同じキャラクターモデルが使用されている。

### その他
エディー
声 - 堀内賢雄/英 -デイモン・ドリヴェイラ
雪山に住んでいる雪男。コングファミリーからは「雪男のエディー」と呼ばれている。
短気な性格で、些細な事でも怒り出す暴れん坊。その一方で寂しがりなところもある。
ロボ・キャンディーに惚れたり、ブラスターとサッカーの試合をしたり、日記をつけるなど、意外に平凡な暮らしをしている。
キャラクターCGの造形にはドンキーコングと同じキャラクターモデルが使用されている。
インカ・ディンガドゥ
声 - 麻生智久/英 - リック・ジョーンズ
コンゴ・ボンゴ島の神様。複雑怪奇な仕掛けの付いた神殿に住む。
威厳に満ちた雰囲気を放ち、島の事は何でも知っており、みんなから頼りにされている。ドンキー達からは「怒りっぽい」と言われているが、実の所は優しくクランキーの様に皆を見守る立場であり、島の平和を守る立場であるドンキーの成長をクランキーとは違う視点で心から楽しみにしている様子がうかがえる。
コンフー
声 - 大塚芳忠/英 - リチャード・ニューマン
ちょんまげが特徴的なカンフーの達人。キングクルールがドンキーと対決させた。
頭も良くドンキーを圧倒する実力を持っているが、暗所恐怖症で、そこを「見かけによらず怖がりな奴」「赤ちゃんみたい」などとクルール一味に馬鹿にされた（この罵言を聞いた彼は「自分からドンキーに挑まないくせに」と怒って帰ってしまった）。また、本人いわく「性格が悪い」らしい。
キャラクターCGの造形にはブラスターコングと同じキャラクターモデルが使用されている。

## スタッフ
データはテレビ東京公式サイト内の番組紹介 - ウェイバックマシン（2000年5月18日アーカイブ分）からの参考。

### オリジナルスタッフ
- エグゼクティブ・プロデューサー (Executive Producers) - Gérard Mital, Patrick Loubert, Jacques Peyrache, Michael Hirsh, Dale A. Andrews
- プロデューサー (Producers) - Maia Tubiana, Stephen Hodgins, Patricia R. Burns
- 監督 (Director) - Mike Fallows
- シリーズ構成 (Story Editor) - Peter Sauder
- 音楽 (Music) - Original Songs and Music by Pure West
- アニメーション制作 -  Nelvana
 ウエスタン・インターナショナル・コミュニケーションズ 
  Medialab.（シーズン1）
 Hong Guang Animation (Suzhou)（シーズン2）

### 日本語版制作スタッフ
- 企画 - 山内克仁、久保雅一
- 原案 - 宮本茂
- 企画協力 - 小学館キャラクター企画室
- 連載 - 小学館コロコロコミック
- 翻訳 - 筒井愛子
- 調整 - なしもとりょうこ
- 編集 - 金沢直樹
- キャスティングマネージャー - 吉田理保子
- 音響プロデューサー - 南沢道義
- 製作担当 - 渡辺美紀
- 制作 - HALF H・P STUDIO
- 演出 - 高橋剛
- プロデューサー - 斉藤郁（テレビ東京）、柳沢隆行
- 製作 - テレビ東京、小学館ミュージック&デジタル エンタテイメント、テレビ東京メディアネット

## 楽曲

### 主題歌
どちらも日本オリジナルの楽曲。映像は本編映像から編集したものが使われた。
オープニングテーマ「明日になったら…」
作詞・作曲・編曲：BANANA ICE / 歌：ドンキー（山寺宏一）&ディディー（林原めぐみ）
歌詞は一部2番目を使用している。
エンディングテーマ「バナナ天国」
作詞 - 白峰美津子 / 作曲・編曲：小倉良 / 歌：ドンキー（山寺宏一）&ディディー（林原めぐみ）

### イメージソング
『ドンキーコング コロちゃんパック』（COTZ-3145、2000年4月21日発売）に収録されている。2曲とも未CD化および未配信。
「Daisuki愛★Land」
歌：キャンディー（かないみか）&ディクシー（ベッキー） / 作詞・作曲・編曲：BANANA ICE
「Mo ii Yo」（もういいよ）
歌：KONG SHOW（ドンキー、ブラスター、ファンキー） / 作詞・作曲・編曲：BANANA ICE

## サブタイトル
| 話数      | サブタイトル             | 英題                                   | 脚本                                                      | 放送日         |
| シーズン1 | シーズン1                | シーズン1                              | シーズン1                                                 | シーズン1      |
| --------- | ------------------------ | -------------------------------------- | --------------------------------------------------------- | -------------- |
| 第1話     | 炸裂！バナナパワー       | Bad Hair Day                           | Nadine Van der Velde                                      | 1999年 10月1日 |
| 第2話     | 魔法のジュース           | Ape Foo Young                          | Nadine Van der Velde                                      | 10月8日        |
| 第3話     | 海賊あらわる！           | Booty and the Beast                    | Nadine Van der Velde                                      | 10月15日       |
| 第4話     | 消えたココナッツ         | Barrel, Barrel... Who's Got the Barrel | Nadine Van der Velde                                      | 10月22日       |
| 第5話     | 王様は楽じゃない         | Kong for a Day                         | Nadine Van der Velde                                      | 10月29日       |
| 第6話     | 黄金のバナナ             | Raiders of the Lost Banana             | Nadine Van der Velde                                      | 11月5日        |
| 第7話     | まぬけなヒーロー         | From Zero to Hero                      | Nadine Van der Velde                                      | 11月12日       |
| 第8話     | 宝の地図                 | Buried Treasure                        | Story by: Erika Strobel Teleplay by: Bob Ardiel           | 11月19日       |
| 第9話     | みんな寝不足             | Cranky's Tickle Tonic                  | Story by: Erika Strobel Teleplay by: Nadine Van der Velde | 11月26日       |
| 第10話    | ダンスコンテスト         | Orangutango                            | Story by: Erika Strobel Teleplay by: Peter Sauder         | 12月3日        |
| 第11話    | 人気者は辛いよ           | Double Date Trouble                    | Story by: Erika Strobel Teleplay by: Bob Ardiel           | 12月10日       |
| 第12話    | 呪いの手紙               | The Curse of Kongo Bongo               | Erika Strobel                                             | 12月17日       |
| 第13話    | スピード!!               | Speed                                  | Nadine Van der Velde                                      | 12月24日       |
| 第14話    | ブラスターの恩返し       | Get a Life, Don't Save One             | Story by: Erika Strobel Teleplay by: Peter Sauder         | 2000年 1月7日  |
| 第15話    | ココナッツ・シェイク     | The Big Chill Out                      | Dale Schott                                               | 1月14日        |
| 第16話    | タイムカプセル           | To the Moon Baboon                     | Erika Strobel                                             | 1月21日        |
| 第17話    | 透明ディディー           | I Spy with My Hairy Eye                | Erika Strobel                                             | 1月28日        |
| 第18話    | クビになったクランプ     | Klump's Lumps                          | Nadine Van der Velde                                      | 2月4日         |
| 第19話    | カンフーの達人コンフー   | Kong Fu                                | Nadine Van der Velde                                      | 2月11日        |
| 第20話    | ぶっとびクランキー       | Bluster's Sale Ape-Stravaganza         | Erika Strobel                                             | 2月18日        |
| 第21話    | 海賊の弱点               | Legend of the Crystal Coconut          | Erika Strobel                                             | 2月25日        |
| 第22話    | こっそり大作戦           | Watch the Skies                        | Dale Schott                                               | 3月3日         |
| 第23話    | 恐怖の森                 | Bug a Boogie                           | Erika Strobel                                             | 3月10日        |
| 第24話    | パパ・クルール           | Baby Kong Blues                        | Erika Strobel                                             | 3月17日        |
| 第25話    | ドンキーの記憶喪失       | Ape-Nesia                              | Ian James Corlett                                         | 3月24日        |
| 第26話    | 危険な惚れ薬             | A Thin Line Between Love & Ape         | Ian James Corlett                                         | 3月31日        |
| シーズン2 |                          |                                        |                                                           |                |
| 第27話    | 永遠の眠り               | The Day the Island Stood Still         | Ian James Corlett                                         | 4月7日         |
| 第28話    | 映画スター・クルール     | Hooray for Holly-Kongo Bongo           | Terry Saltsman                                            | 4月14日        |
| 第29話    | クランプの秘密           | The Kongo Bongo Festival of Lights     | Erika Strobel                                             | 4月21日        |
| 第30話    | コンゴ・ボンゴ・ウイルス | Speak No Evil, Dude                    | Erika Strobel                                             | 4月28日        |
| 第31話    | ランプの予言             | Monkey Seer, Monkey Do                 | Erika Strobel                                             | 5月5日         |
| 第32話    | ドンキーの結婚           | Four Weddings and a Coconut            | Terry Saltsman                                            | 5月12日        |
| 第33話    | 王様選挙                 | Vote of Kong-Fidence                   | Terry Saltsman                                            | 5月19日        |
| 第34話    | ココナッツ・サッカー     | Follow That Coconut                    | Caroline Commisso                                         | 5月26日        |
| 第35話    | ロボット・ドンキー       | The Big Switch-A-Roo                   | Danial Campbell                                           | 6月2日         |
| 第36話    | 謎のレオ・ラスター       | Hunka Hunka Burnin' Bluster            | Bruce Robb                                                | 6月9日         |
| 第37話    | 仲良しコンビ復活！       | Best of Enemies                        | Simon Racioppa Richard Elliott                            | 6月16日        |
| 第38話    | イタズラの日             | Just Kidding                           | Bruce Robb                                                | 6月23日        |
| 第39話    | さよならドンキー         | It's a Wonderful Life                  | Terry Saltsman                                            | 6月30日        |
| 第40話    | ワニとサルの決闘 ※OVA    | Message in a Bottle Show               | Terry Saltsman                                            | 未放送         |

## 放送局
| 放送対象地域   | 放送局             | 放送期間                                                                 | 放送日時 | 系列                          | 備考                  |
| -------------- | ------------------ | ------------------------------------------------------------------------ | --- | ----------------------------- | --------------------- |
| 関東広域圏     | テレビ東京         | 1999年10月1日 - 2000年6月30日                                            | 金曜 18:30 - 19:00                                                                                          | テレビ東京系列                | 製作局                |
| 北海道         | テレビ北海道       | 1999年10月1日 - 2000年6月30日                                            | 金曜 18:30 - 19:00                                                                                          | テレビ東京系列                |                       |
| 愛知県         | テレビ愛知         | 1999年10月1日 - 2000年6月30日                                            | 金曜 18:30 - 19:00                                                                                          | テレビ東京系列                |                       |
| 大阪府         | テレビ大阪         | 1999年10月1日 - 2000年6月30日                                            | 金曜 18:30 - 19:00                                                                                          | テレビ東京系列                |                       |
| 岡山県・香川県 | テレビせとうち     | 1999年10月1日 - 2000年6月30日                                            | 金曜 18:30 - 19:00                                                                                          | テレビ東京系列                |                       |
| 福岡県         | TXN九州            | 1999年10月1日 - 2000年6月30日                                            | 金曜 18:30 - 19:00                                                                                          | テレビ東京系列                | 現：TVQ九州放送       |
| 青森県         | 青森朝日放送       |                                                                          | 水曜 16:30 - 17:00                                                                                          | テレビ朝日系列                |                       |
| 岩手県         | 岩手めんこいテレビ |                                                                          | 木曜 16:00 - 16:30（2000年3月まで） 木曜 16:55 - 17:24（2000年4月から）                                     | フジテレビ系列                |                       |
| 宮城県         | 東日本放送         |                                                                          | 金曜 15:55 - 16:24（2000年3月まで） 月曜 16:00 - 16:30（2000年4月から）                                     | テレビ朝日系列                |                       |
| 秋田県         | 秋田テレビ         |                                                                          | 火曜 16:00 - 16:30                                                                                          | フジテレビ系列                |                       |
| 山形県         | 山形放送           |                                                                          | 水曜 16:28 - 16:57（2000年3月まで）                                                                         | 日本テレビ系列                |                       |
| 福島県         | 福島中央テレビ     |                                                                          | 火曜 16:00 - 16:26                                                                                          | 日本テレビ系列                |                       |
| 山梨県         | テレビ山梨         |                                                                          | 金曜 16:25 - 16:55                                                                                          | TBS系列                       |                       |
| 新潟県         | 新潟総合テレビ     | 2000年5月 - 2000年7月中旬                                                | 月曜 15:25 - 15:55                                                                                          | フジテレビ系列                | 現：NST新潟総合テレビ |
| 長野県         | 長野放送           |                                                                          | 木曜 15:55 - 16:25（2000年3月まで） 木曜 16:00 - 16:30（2000年4月から）                                     | フジテレビ系列                |                       |
| 静岡県         | 静岡放送           |                                                                          | 月曜 16:00 - 16:30（2000年3月まで） 月曜 15:58 - 16:27（2000年4月から）                                     | TBS系列                       |                       |
| 富山県         | チューリップテレビ | 1999年10月4日 1999年10月11日 - 2000年3月27日 2000年4月5日 - 2000年7月5日 | 月曜 16:57 - 17:25 月曜 17:27 - 17:55 水曜 16:29 - 17:00                                                    | TBS系列                       |                       |
| 石川県         | 北陸放送           | 1999年10月3日 - 2000年3月26日 2000年4月3日 - 2000年7月17日               | 日曜 17:00 - 17:30 月曜 16:56 - 17:24                                                                       | TBS系列                       |                       |
| 福井県         | 福井放送           | 1999年10月5日 - 2000年7月18日                                            | 火曜 16:55 - 17:25                                                                                          | 日本テレビ系列 テレビ朝日系列 |                       |
| 岐阜県         | 岐阜放送           |                                                                          | 木曜 06:50 - 07:20（2000年2月時点） 月曜 18:30 - 19:00（2000年3月時点） 木曜 16:00 - 16:30（2000年4月から） | 独立UHF局                     |                       |
| 三重県         | 三重テレビ         |                                                                          | 水曜 16:30 - 17:00                                                                                          | 独立UHF局                     |                       |
| 滋賀県         | びわ湖放送         |                                                                          | 水曜 7:30 - 8:00                                                                                            | 独立UHF局                     |                       |
| 奈良県         | 奈良テレビ         |                                                                          | 木曜 7:30 - 8:00                                                                                            | 独立UHF局                     |                       |
| 鳥取県・島根県 | 山陰放送           |                                                                          | 水曜 16:30 - 17:00                                                                                          | TBS系列                       |                       |
| 広島県         | 広島ホームテレビ   |                                                                          | 火曜 16:25 - 16:55                                                                                          | テレビ朝日系列                |                       |
| 山口県         | テレビ山口         |                                                                          | 火曜 16:25 - 16:55（2000年3月まで） 金曜 15:55 - 16:24（2000年4月から）                                     | TBS系列                       |                       |
| 徳島県         | 四国放送           | - 2000年7月2日                                                           | 日曜 7:15 - 7:45                                                                                            | 日本テレビ系列                |                       |
| 愛媛県         | 南海放送           |                                                                          | 水曜 16:55 - 17:24                                                                                          | 日本テレビ系列                |                       |
| 高知県         | テレビ高知         |                                                                          | 月曜 16:30 - 17:00                                                                                          | TBS系列                       |                       |
| 長崎県         | 長崎国際テレビ     |                                                                          | 金曜 16:27 - 16:55                                                                                          | 日本テレビ系列                |                       |
| 熊本県         | テレビ熊本         | 1999年10月6日 - 2000年3月22日 2000年3月29日 - 7月5日                     | 水曜 16:25 - 16:55（2000年3月まで） 水曜 17:24 - 17:54（2000年4月から）                                     | フジテレビ系列                |                       |
| 大分県         | テレビ大分         |                                                                          | 火曜 16:25 - 16:55                                                                                          | 日本テレビ系列 フジテレビ系列 |                       |
| 鹿児島県       | 鹿児島放送         |                                                                          | 水曜 16:30 - 17:00                                                                                          | テレビ朝日系列                |                       |
| 沖縄県         | 琉球朝日放送       |                                                                          | 土曜 7:30 - 8:00                                                                                            | テレビ朝日系列                |                       |

## 漫画
小学館の『月刊コロコロコミック』と『別冊コロコロコミック』で、本作を基にした漫画が連載されていた。作者はひじおか誠。当初は『月刊コロコロコミック』で連載されていた（1999年9月号 - 2000年7月号）が、アニメの終了後には『別冊コロコロコミック』へ移籍して続けられた（2000年10月号 - 2001年6月号）。単行本は全2巻。
また、沢田ユキオの『スーパーマリオくん』第22・23巻にも本作を基にしたオリジナル漫画が収録されており、23巻にはブラスターコングが登場。キャンディーコングのデザインもアニメに基づいている。

## 玩具
- タカラ（現・タカラトミー）